# Jazz-Nekrolog 2000

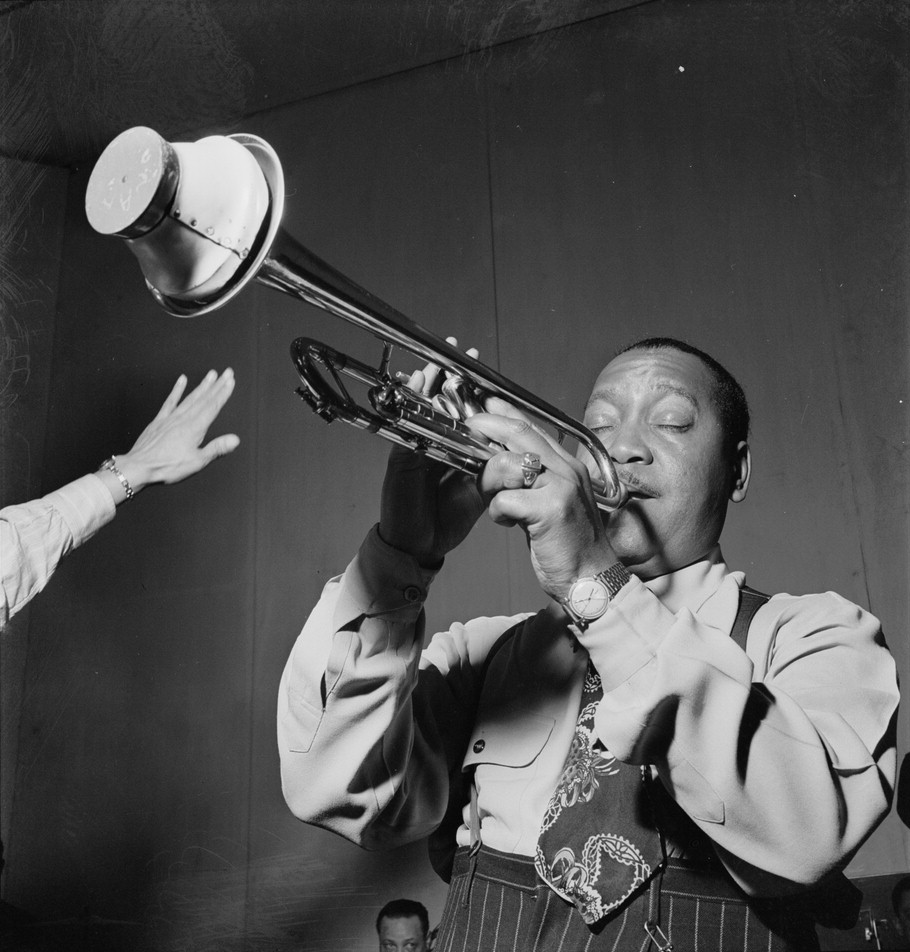
Jonah Jones
31. Dezember 1908 – 30. April 2000

Nekrolog
◄◄
| ◄
| 1996
| 1997
| 1998
| 1999
| 2000 | 2001 | 2002 | 2003 | 2004 | ► | ►►
Weitere Ereignisse | Allgemeiner Nekrolog 2000
Die Beschreibung der verstorbenen Person sollte so kurz wie möglich gehalten sein und nur deren signifikante Tätigkeit(en) enthalten.
Neue Namen ggf. auch unter dem Geburts- und Sterbedatum, also etwa unter 1. Januar und im Geburts- und Sterbejahr (2024) eintragen (nur bei entsprechender großer Wichtigkeit). Für Beispiele siehe die schon vorhandenen Artikel.
Außerdem über die fünf zuletzt Verstorbenen, zu denen es einen ausreichend guten Artikel für eine Präsentation auf der Hauptseite gibt, nach der todesbedingten Überarbeitung der Artikel ggf. auch unter Wikipedia Diskussion:Hauptseite informieren und sie am besten auch in den anderen Wikipedia-Sprachversionen eintragen. Tipp: Regelmäßig bei news.google.de nach „ist tot“, „gestorben“ oder „verstorben“ suchen.
Wenn eine Person gestorben ist, gibt es viele Seiten zu dieser Person in der Wikipedia, die davon auch betroffen sind und entsprechend aktualisiert werden müssen. Beispiele: Namenübersichtsseite, Geburtsjahr, Geburtsort-Seiten und viele mehr.
Wie finde ich die betroffenen Seiten?
Im Suchfeld auf der linken Seite gibt man den Suchbegriff so ein: „Vorname Nachname“. Dann klickt man auf Volltext und alle Seiten mit entsprechendem Suchtext werden aufgerufen. Hier sieht man dann schnell, wo auch das Todesjahr Sinn macht oder sogar ein Teil des Artikels angepasst werden muss. Auch hilft das „Werkzeug“ auf der linken Seite sehr gut, um solche Seiten aufzufinden: „Links auf diese Seite“. Somit ist die Wikipedia wieder aktuell in allen Bereichen! Hinweis: bei Eintragung der Kategorie „Gestorben JAHR“ wird der Missbrauchsfilter 49 ausgelöst, was jedoch nicht schlimm ist. Siehe: Spezial:Missbrauchsfilter/49

## 1. Quartal
| Tag         | Name                  | Herkunft/Beruf                                            | Alter | Beleg |
| ----------- | --------------------- | --------------------------------------------------------- | ----- | ----- |
| 2. Januar   | Nat Adderley          | US-amerikanischer Kornettist und Komponist                | 68    |       |
| 1. Januar   | Si Zentner            | US-amerikanischer Posaunist und Bandleader                | 82    |       |
| 4. Januar   | Louis Mucci           | US-amerikanischer Trompeter                               | 90    |       |
| 10. Januar  | Hank Freeman          | US-amerikanischer Holzbläser                              | 81    |       |
| 15. Januar  | Jerome Brainin        | US-amerikanischer Pianist                                 | 83    | [ 1 ] |
| 15. Januar  | Harvard I. Davis      | US-amerikanischer Trompeter                               | 82    |       |
| 16. Januar  | Gene Harris           | US-amerikanischer Pianist                                 | 66    |       |
| 17. Januar  | Ray Alonge            | US-amerikanischer Hornist                                 | 75    |       |
| 19. Januar  | Lars Bagge            | schwedischer Arrangeur und Komponist                      | 64    |       |
| 20. Januar  | Don Abney             | US-amerikanischer Pianist                                 | 76    |       |
| 20. Januar  | Al Avola              | US-amerikanischer Gitarrist                               | 85    |       |
| 25. Januar  | Lin Halliday          | US-amerikanischer Saxophonist                             | 63    |       |
| 26. Januar  | Gérard Pochonet       | französischer Jazz-Schlagzeuger, Komponist und Bandleader | 75    |       |
| 27. Januar  | Ray Alonge            | US-amerikanischer Hornist                                 | 75    |       |
| 27. Januar  | Friedrich Gulda       | österreichischer Pianist und Komponist                    | 69    |       |
| 31. Januar  | Ross Russell          | US-amerikanischer Musikproduzent und Autor                | 90    |       |
| 4. Februar  | Joachim-Ernst Berendt | deutscher Redakteur, Musikproduzent und Autor             | 77    |       |
| 6. Februar  | Gus Johnson           | US-amerikanischer Schlagzeuger                            | 86    |       |
| 7. Februar  | Charles Colin         | US-amerikanischer Musikpädagoge, Autor und Trompeter      | 86    |       |
| 13. Februar | Donald T. Carson      | US-amerikanischer Pianist                                 | 70    |       |
| 15. Februar | Lech Terpiłowski      | polnischer Pianist                                        | 70    | [ 2 ] |
| 19. Februar | Cornelia Giese        | deutsche Sängerin und Komponistin                         | 41    |       |
| 28. Februar | George Siravo         | US-amerikanischer Musiker, Arrangeur und Bandleader       | 83    |       |
| 29. Februar | Hidehiko Matsumoto    | japanischer Saxophonist und Schauspieler                  | 73    |       |
| 4. März     | Władysław Daniłowski  | polnischer Pianist, Komponist und Sänger                  | 97    | [ 3 ] |
| 6. März     | Ole Jacob Hansen      | norwegischer Schlagzeuger                                 | 59    | [ 4 ] |
| 11. März    | René Cóspito          | argentinischer Pianist und Violinist                      | 94    | [ 5 ] |
| 13. März    | Cab Kaye              | US-amerikanischer Gitarrist, Pianist und Sänger           | 78    |       |
| 18. März    | Randi Hultin          | norwegischer Journalist                                   | 74    | [ 6 ] |
| 20. März    | E. V. Perry           | US-amerikanischer Trompeter                               | 88    |       |
| 24. März    | Al Grey               | US-amerikanischer Posaunist                               | 74    |       |
| 28. März    | Irving Joseph         | US-amerikanischer Pianist und Orchesterleiter             | 75    |       |

## 2. Quartal
| Tag       | Name              | Herkunft/Beruf                                              | Alter | Beleg  |
| --------- | ----------------- | ----------------------------------------------------------- | ----- | ------ |
| 13. April | Pete Minger       | US-amerikanischer Jazz-Trompeter und Flügelhornist          | 57    |        |
| 18. April | Betty O’Hara      | US-amerikanische Blechbläserin                              | 74    |        |
| 29. April | Don Johnson       | US-amerikanisch-australischer Trompeter und Hochschullehrer | ≈60   |        |
| 30. April | Jonah Jones       | US-amerikanischer Trompeter und Bandleader                  | 91    |        |
| 1. Mai    | David Bryant      | US-amerikanischer Bassist                                   | 78    |        |
| 2. Mai    | Billy Munn        | britischer Pianist, Akkordeonist und Gitarrist              | 88    | [ 7 ]  |
| 2. Mai    | Teri Thornton     | US-amerikanische Sängerin                                   | 65    |        |
| 7. Mai    | Barry Ulanov      | US-amerikanischer Schriftsteller und Jazz-Journalist        | 82    |        |
| 17. Mai   | Richard Payne     | US-amerikanischer Bassist und Tubist                        | 68    |        |
| 23. Mai   | Inka Zemánková    | tschechische Sängerin                                       | 84    | [ 8 ]  |
| 21. Mai   | Buzzy Drootin     | US-amerikanischer Schlagzeuger und Bandleader               | 80    |        |
| 30. Mai   | Tex Beneke        | US-amerikanischer Saxophonist und Sänger                    | 86    |        |
| 31. Mai   | Tito Puente       | US-amerikanischer Perkussionist                             | 77    |        |
| 31. Mai   | Joe Puma          | US-amerikanischer Gitarrist                                 | 72    |        |
| 5. Juni   | Arnold Ross       | US-amerikanischer Pianist                                   | 79    |        |
| 6. Juni   | Clint Houston     | US-amerikanischer Bassist und Komponist                     | 53    |        |
| 9. Juni   | Bernard Flood     | US-amerikanischer Trompeter                                 | 92    |        |
| 9. Juni   | Buddy Jones       | US-amerikanischer Bassist                                   | 76    |        |
| 9. Juni   | Abe Lincoln       | US-amerikanischer Posaunist                                 | 93    |        |
| 12. Juni  | Bruno Martino     | italienischer Sänger, Komponist und Pianist                 | 74    |        |
| 21. Juni  | Werner Lüdi       | Schweizer Saxophonist und Autor                             | 64    |        |
| 2. Juni   | Svein Finnerud    | norwegischer Pianist, Maler und Grafiker                    | 54    | [ 9 ]  |
| 9. Juni   | Burgher Jones     | US-amerikanischer Bassist                                   | 76    |        |
| 23. Juni  | Jerome Richardson | US-amerikanischer Saxophonist und Flötist                   | 79    |        |
| 29. Juni  | Raymond Droz      | Schweizer Posaunist                                         | 66    |        |
| 30. Juni  | Winstrup Olesen   | dänischer Violinist, saxophonist und Orchesterleiter        | 93    | [ 10 ] |
| 30. Juni  | Anli Sugano       | japanische Sängerin                                         | 51    | [ 11 ] |

## 3. Quartal
| Tag           | Name               | Herkunft/Beruf                                          | Alter | Beleg  |
| ------------- | ------------------ | ------------------------------------------------------- | ----- | ------ |
| 5. Juli       | Julius Scheybal    | österreichischer Gitarrist                              | 70    |        |
| 6. Juli       | Akira Miyazawa     | japanischer Saxophonist und Klarinettist                | 72    |        |
| 7. Juli       | Annick Nozati      | französische Sängerin                                   | 55    |        |
| 14. August    | Walter Benton      | US-amerikanischer Saxophonist                           | 69    |        |
| 20. August    | Bill Simon         | US-amerikanischer Musiker, Songwriter und Musikkritiker | 80    | [ 12 ] |
| 21. August    | Derek Warne        | britischer Pianist, Vibraphonist und Perkussionist      |       |        |
| 23. August    | Giulio Capiozzo    | italienischer Schlagzeuger                              | 54    | [ 13 ] |
| 26. August    | Harry Aaltonen     | finnischer Schlagzeuger                                 | 70    | [ 14 ] |
| 26. Juli      | Tamio Kawabata     | japanischer Bassist                                     | 53    |        |
| 29. August    | Joe Hackbarth      | deutscher Schlagzeuger und Maler                        | 69    |        |
| 30. August    | Iggy Quail         | guyanisch-britischer Pianist                            | 74    |        |
| September     | Claude Aubert      | Schweizer Saxophonist, Klarinettist und Musikmanager    | ≈75   |        |
| 11. September | Pello el Afrokán   | kubanischer Perkussionist                               | 67    |        |
| 12. September | Stanley Turrentine | US-amerikanischer Saxophonist                           | 66    |        |
| 13. September | Les Burness        | US-amerikanischer Pianist                               | 88/89 | [ 15 ] |
| 22. September | Willie Cook        | US-amerikanischer Trompeter                             | 76    |        |
| 26. September | Nick Fatool        | US-amerikanischer Schlagzeuger                          | 85    |        |
| 30. September | Werner Pöhlert     | deutscher Gitarrist und Publizist                       | 72    |        |

## 4. Quartal
| Tag          | Name            | Herkunft/Beruf                                                        | Alter | Beleg  |
| ------------ | --------------- | --------------------------------------------------------------------- | ----- | ------ |
| 6. Oktober   | Pat Flowers     | US-amerikanischer Pianist und Sänger                                  | 82    |        |
| 11. Oktober  | Sture Nordin    | norwegischer Bassist                                                  | 66    | [ 16 ] |
| 23. Oktober  | Bengt Nordström | schwedischer Musiker und Produzent                                    | 64    |        |
| 25. Oktober  | Jeanne Lee      | US-amerikanische Sängerin, Poetin und Komponistin                     | 61    |        |
| 29. Oktober  | Dennis Sandole  | US-amerikanischer Gitarrist, Musikpädagoge und Komponist              | 87    |        |
| 30. Oktober  | Maurice Cullaz  | französischer Musikkritiker                                           | 88    |        |
| 31. Oktober  | Britt Woodman   | US-amerikanischer Posaunist                                           | 80    |        |
| 2. November  | Robert Scherman | US-amerikanischer Songwriter und Musikproduzent                       | 85    | [ 17 ] |
| 4. November  | Vernel Fournier | US-amerikanischer Schlagzeuger                                        | 72    |        |
| 7. November  | Klaus Koch      | deutscher Bassist                                                     | 64    |        |
| 8. November  | Dick Morrissey  | britischer Saxophonist und Klarinettist                               | 60    |        |
| 24. November | Stefano Cerri   | italienischer Gitarrist und Bassist                                   | 50    | [ 18 ] |
| 25. November | Seppo Rannikko  | finnischer Saxophonist und Komponist                                  | 70    |        |
| 30. November | Skeets Tolbert  | US-amerikanischer Altsaxophonist, Klarinettist, Sänger und Bandleader | 91    |        |
| 1. Dezember  | Neal Creque     | US-amerikanischer Pianist                                             | 60    |        |
| 19. Dezember | Milt Hinton     | US-amerikanischer Bassist                                             | 90    |        |
| 27. Dezember | Jack McVea      | US-amerikanischer Saxophonist                                         | 86    |        |